# Mamasani
Mamasani (persiska: شهرستان ممسنی, ممسنی) är en delprovins (shahrestan) i Iran.   Den ligger i provinsen Fars, i den centrala delen av landet, 600 km söder om huvudstaden Teheran.
Delprovinsen hade 117 527 invånare 2016.